# Kozarstvo
Kozarstvo je grana stočarstva koja se bavi uzgojem koza i njihovim iskorištavanjem radi dobivanja mlijeka i mesa. Najčešće je povezano s ovčarstvom.
Najpovoljnija područja za ovčarstvo su pašnjaci i livade, s dosta izvora pitke vode. Države s najvećim brojem koza su Australija, Novi Zeland, Švicarska, Argentina, Indija i dr.